# Acelyphus purpureus
Acelyphus purpureus är en tvåvingeart som beskrevs av Joann M. Tenorio 1972. Acelyphus purpureus ingår i släktet Acelyphus och familjen Celyphidae.
Artens utbredningsområde är Filippinerna. Inga underarter finns listade i Catalogue of Life.